# 20th Century Studios
 (транскр.  Твентит сенчури стјудиоз), претходно познат као 20th Century Fox (транскр.  Твентит сенчури Фокс), амерички је филмски студио чији је власник The Walt Disney Company. До 2019. године је био у власништву компаније 21st Century Fox. Све до 2019. године је припадао једном од „шест великих” филмских студија у Лос Анђелесу. Његове филмове дистрибуира Walt Disney Studios Motion Pictures.